# Kaiserplatz (Düren)
Der Kaiserplatz ist ein zentraler Platz in der Kreisstadt Düren in Nordrhein-Westfalen. Der Platz wird von der Wilhelmstraße und der Zehnthofstraße umgeben. An der südöstlichen Ecke ist er mit dem Markt verbunden.

## Geschichte
Der Kaiserplatz hieß ursprünglich Viehmarkt. Auf dem Viehmarkt stand seit alters her die Fleischhalle. 1610 erhielten die Reformierten die Erlaubnis, im oberen Stockwerk dieser Halle ein Bethaus einzurichten. Am 12. Juli 1649 erwarben sie den Bau und errichteten eine neue kleine Kirche, das Predigthaus, das bis 1844 in ihrem Besitz blieb.

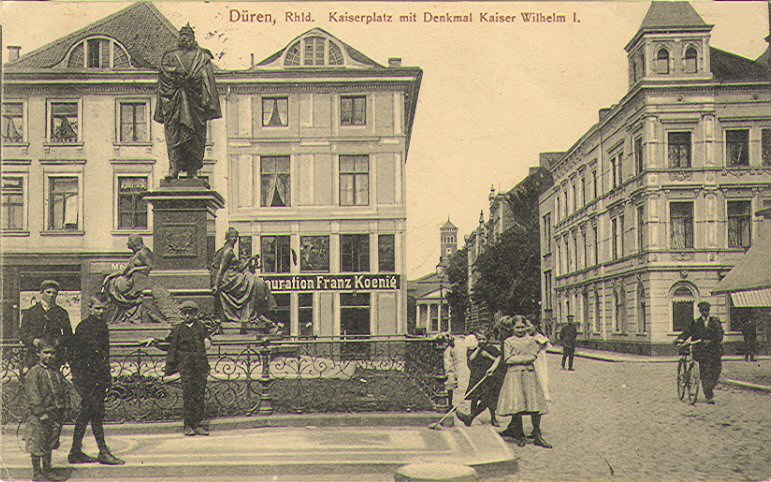
Das ehemalige Denkmal für Kaiser Wilhelm I. auf dem Kaiserplatz

1886 pachtete die Stadt den Platz für 99 Jahre und errichtete darauf ein Denkmal für Kaiser Wilhelm I. Das Denkmal wurde am 22. März 1891 eingeweiht und beim Luftangriff am 16. November 1944 völlig zerstört. Der Viehmarkt wurde per Beschluss des Stadtrates vom 7. Mai 1889 in Kaiserplatz umbenannt. Am 22. Dezember 1892 schenkte die Evangelische Gemeinde zu Düren der Stadt den Platz.

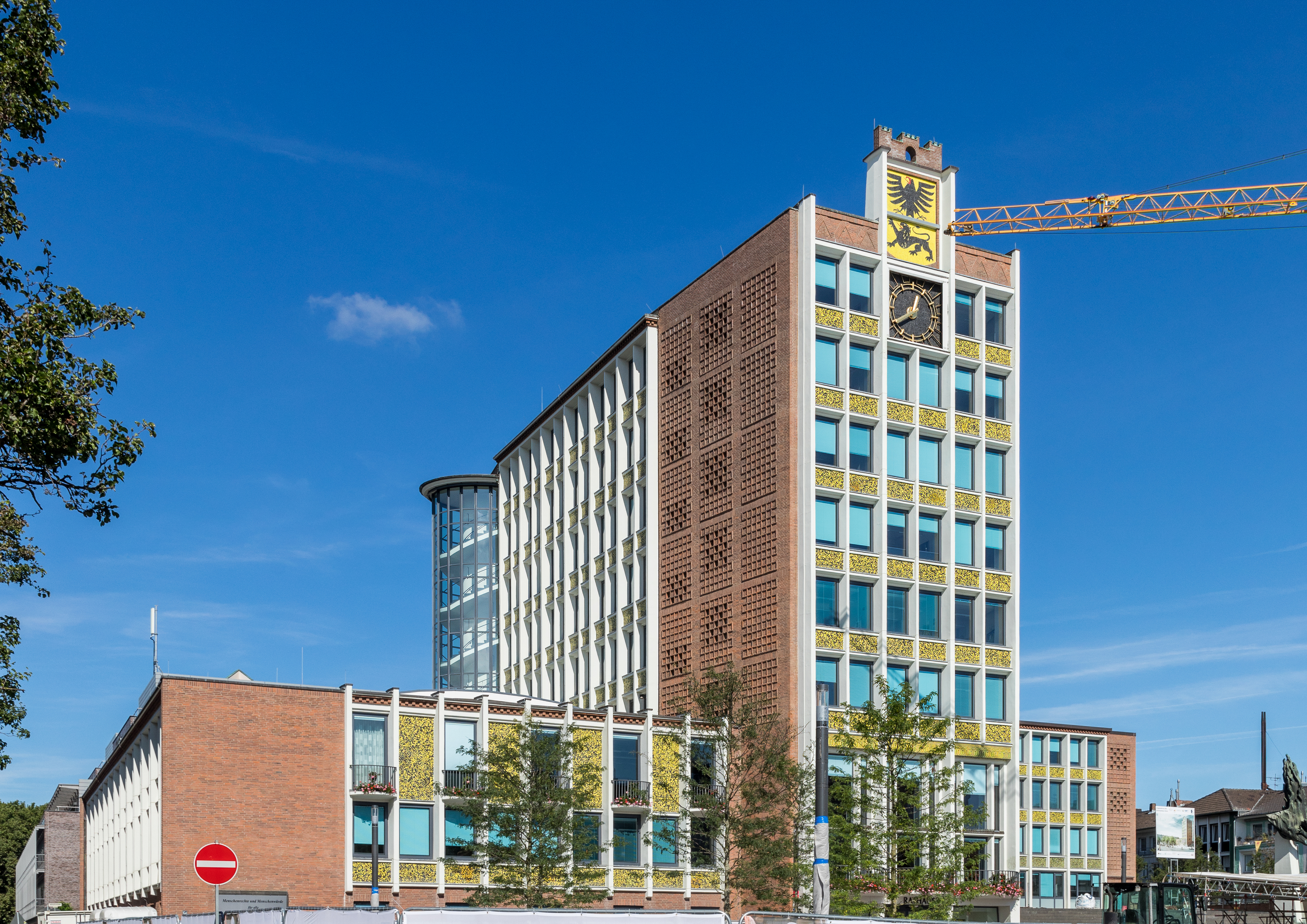
Das Dürener Rathaus

Anfang 1959 wurde an der nördlichen Seite des Platzes das neue Rathaus eröffnet, in dem sich bis heute die Dürener Stadtverwaltung befindet. Seit 1986 steht das Gebäude unter Denkmalschutz. Neben der Treppe zum Rathaus steht seit 1962 das vom Bildhauer Adolf Wamper erschaffene Mahnmal Memento; der „Flammenengel“ erinnert an die Zerstörung der Stadt 1944.
Die Freifläche diente lange Zeit als Parkplatz. In den 1990er Jahren sowie 2020 bis 2022 erfolgte eine Neugestaltung.

## Heutige Nutzung
Auf dem Platz vor dem Rathaus finden Märkte wie der Weihnachtsmarkt und Konzerte, zum Beispiel zu Karneval und den Jazztagen statt.
Die Fahrbahnen auf dem Kaiserplatz sind für den Durchgangsverkehr gesperrt. Hier befindet sich eine zentrale Bushaltestelle der Stadt, an der zahlreiche Linien des Rurtalbus (bis 31. Dezember 2019 der Dürener Kreisbahn) halten.
| Linie    | Verlauf |
| -------- | --- |
| 202      | Düren Kaiserplatz – Rölsdorf – Lendersdorf – (Berzbuir – Kufferath) / Niederau |
| 203      | Düren Kaiserplatz → Kreishaus → Städtisches Krankenhaus → Grüngürtel → Kreishaus (→ StadtCenter → Bahnhof/ZOB) → Kaiserplatz |
| 204      | Düren Kaiserplatz – Zülpicher Platz – Henry-Ford-Straße / Weyerfeld |
| 205      | Düren Kaiserplatz – StadtCenter – Bahnhof/ZOB – Birkesdorf Krankenhaus |
| 206      | Düren Kaiserplatz – StadtCenter – Bahnhof/ZOB – Birkesdorf – (Mariaweiler – Echtz Badesee) / Hoven – Echtz |
| 207      | Düren Kaiserplatz – Städtisches Krankenhaus (← Merzenich Poolplatz) – Merzenich Rathaus |
| 208      | Düren Kaiserplatz – Distelrath – (Merzenich Rathaus –) Schöne Aussicht – Girbelsrath – Eschweiler über Feld – Nörvenich Alter Bf – Nörvenich Hommelsh. Weg – Hochkirchen – (Irresheim –) Eggersheim – Lüxheim – Gladbach – Müddersheim – Disternich – Sievernich – Bessenich – Zülpich Frankengraben – Adenauerpl./Schulzentr. |
| 209      | Düren Kaiserplatz – StadtCenter – Bahnhof/ZOB – Birkesdorf – Arnoldsweiler – Ellen (← Merzenich Poolplatz ← Valdersweg) |
| 210      | (Düren Bf/ZOB – StadtCenter – Kaiserplatz – Krauthausen – Niederau –) Kreuzau – (Drove –) Boich – Nideggen – Brück – Schmidt |
| 211      | Düren Bf/ZOB – StadtCenter – Kaiserplatz – Krauthausen – Niederau – Kreuzau – Drove – Thum – Thuir (– Muldenau – Embken) – Berg |
| 213      | Düren Kaiserplatz – Gürzenich – Birgel / Derichsweiler / Gürzenich Wald |
| 214      | Düren Kaiserplatz – Odenthalstraße – Zülpicher Platz |
| 216      | Düren Kaiserplatz – StadtCenter – Bahnhof/ZOB – Birkesdorf – Hoven – Merken – Schophoven – Viehöven – Kirchberg – Jülich Walramplatz – Neues Rathaus – Jülich Bf/ZOB |
| 221      | Düren Bf/ZOB – StadtCenter – Kaiserplatz – Krauthausen – Niederau – Kreuzau – Winden – Leversbach – Rath – Nideggen |
| 222      | Düren Kaiserplatz – Krauthausen – (Niederau Renkerstraße →) Lendersdorf – Berzbuir – Kufferath |
| 224      | Düren Kaiserplatz – Oststraße – Gneisenaustraße – Binsfelder Straße |
| 225      | Düren Kaiserplatz – StadtCenter – Bahnhof/ZOB – Glashüttenstraße |
| 236      | Düren Kaiserplatz – StadtCenter – Bahnhof/ZOB – Birkesdorf – Huchem-Stammeln – Oberzier – Niederzier – Ellen – Arnoldsweiler – Merzenich Poolplatz – Merzenich Schule |
| 286      | Düren Bf/ZOB – StadtCenter – Kaiserplatz – Rölsdorf – Birgel – Gey (– Horm / Straß) – Großhau – Kleinhau – (Brandenberg – Bergstein –) Hürtgen – Vossenack (– Schmidt) |
| 290      | Düren Bf/ZOB – StadtCenter – Kaiserplatz – Stockheim – Soller – Frangenheim – Froitzheim (– Zülpich Frankengraben – Zülpich Bf) |
| 291      | Düren Bf/ZOB – StadtCenter – Kaiserplatz – Stockheim – Soller – Frangenheim – Froitzheim – Ginnick – Embken – (Muldenau ←) Wollersheim – Vlatten |
| 296      | Düren Bf/ZOB – StadtCenter – Kaiserplatz – Gürzenich – Derichsweiler – Schlich – Merode – Pier – Jüngersdorf – Langerwehe Holzstr. – Langerwehe Bf – Luchem – Inden/Altdorf – Lamersdorf – Lucherberg / Frenz |
| SB8      | Schnellbus: Düren Bf/ZOB – StadtCenter – Düren Kaiserplatz – Distelrath – Golzheim – Eschweiler über Feld – Nörvenich Alter Bf – Nörvenich Hommelsh. Weg |
| SB38     | Schnellbus: Düren Kaiserplatz – StadtCenter – Bahnhof/ZOB – Arnoldsweiler – Oberzier – Niederzier – Berg – Krauthausen |
| SB86     | Schnellbus: Düren Bf/ZOB – StadtCenter – Düren Kaiserplatz – Birgel Alte Post – Gey – Großhau – Kleinhau – Hürtgen – Vossenack – Raffelsbrand – Lammersdorf – Paustenbach – Bickerath – Simmerath |
| A        | Düren Kaiserplatz → Odenthalstraße → Gneisenaustraße → Städt. Krankenhaus → Kaiserplatz (Stadtring) (Mo–Fr nur abends, Sa nur nachmittags) |
| B        | Düren Kaiserplatz → Gneisenaustraße → Städt. Krankenhaus → Grüngürtel → Bahnhof/ZOB → StadtCenter → Kaiserplatz (Stadtring) (Mo–Fr nur abends, Sa nur nachmittags) |
| City-Bus | Düren Annakirmesplatz – Kaiserplatz – Düren Bf/ZOB |
| N1       | Nachtbus: nur in den Nächten Fr/Sa und Sa/So Düren Bf/ZOB → Kaiserplatz → Birkesdorf → Huchem-Stammeln → Jülich → Niederzier → Arnoldsweiler |
| N2       | Nachtbus: nur in den Nächten Fr/Sa und Sa/So Düren Bf/ZOB → Kaiserplatz → Merzenich → Nörvenich → Vettweiß → Stockheim → Binsfeld |
| N3a      | Nachtbus: nur in den Nächten Fr/Sa und Sa/So Düren Bf/ZOB → Kaiserplatz → Niederau → Kreuzau → Leversbach → Nideggen → Thum |
| N3b      | Nachtbus: nur in den Nächten Fr/Sa und Sa/So Düren Bf/ZOB → Kaiserplatz → Rölsdorf → Lendersdorf → Gey → Langenbroich → Obermaubach |
| N4       | Nachtbus: nur in den Nächten Fr/Sa und Sa/So Düren Bf/ZOB → Kaiserplatz → Mariaweiler → Schophoven → Inden/Altdorf → Lamersdorf → Langerwehe → Gürzenich |